# Бумбиере, Нора
Но́ра Бу́мбиере (латыш. Nora Bumbiere; 13 марта 1947, Елгава — 12 января 1994, Рига) — советская и латвийская эстрадная певица.

## Биография
Нора Бумбиере родилась 13 марта 1947 года в Аугсткалнской волости Елгавского уезда Латвийской ССР.
Училась в Елгавской музыкальной школе, с 1965 года была певицей ансамбля «Jaunība» Елгавского дома культуры, позднее женского вокального ансамбля Рижского эстрадного оркестра (с 1968 года — солистка этого коллектива), солисткой вокально-инструментального ансамбля «Modo» Латвийской филармонии под управлением Раймонда Паулса (1972—1980).
С 1971 года пела в дуэте с мужем Виктором Лапченком, оба принимали участие в записи популярных альбомов Раймонда Паулса «Teic, kur zeme tā», «Kurzeme», «Jūras balss», «Nekal mani gredzenā», «Laternu stundā», «Priekšnojauta». Была участником конкурса фирм грамзаписи Международного фестиваля песни в Сопоте (1976).
В 1978 году, после десятилетнего сотрудничества с Раймондом Паулсом, Нора Бумбиере ушла из ансамбля «Modo». В том же году развелась с Виктором Лапченком.
После 1978 года была певицей различных латвийских ансамблей, в том числе вокально-инструментального ансамбля «Inversija», пела в ресторанах Юрас Перле, Lido.

### Болезнь и смерть
Причиной скоропостижной смерти певицы стал запущенный гепатит. В конце 1993 года Нора Бумбиере попала в больницу, где ей был поставлен диагноз ─ цирроз печени.
Скончалась 12 января 1994 в рижской больнице Гайльэзерс. Похоронена на Баложском кладбище в Елгаве.

## Семья
Отец — Янис Бумбиерс, умер от туберкулёза в 1991 году.
Мать — Тамара Домицелла Бумбиере, умерла.
Сестра — Даце, погибла в 1969 году.
Сестра — Мара Зуструпа (Māra Zustrupa), певица, основатель и член правления фонда Норы Бумбиере («Noras Bumbieres fonds»).
Гражданский муж — Эдгар Скродерис
- Сын — Ромуальд (1964—2001), погиб.

Первый муж (1969—1970) — Александр Резниченко, моряк.
Второй муж (1971—1978) — Виктор Лапченок (род. 1947), советский и латвийский эстрадный певец.
Третий муж (1980—1981) — Валерий Белинов, гитарист. В настоящее время живёт в Нью-Йорке (США).
- Сын — Георг Бумбиерс (род. в 1981), работал руководителем отдела одного из магазинов компании Elkor, женат, живёт в Елгаве.
  - Внук — Марк Бумбиерс

Четвёртый муж (1988—1994) — Арсен Сулейманов (род. 1961), работал сапожником. После смерти Норы Бумбиере уехал с дочерью в США.
- Дочь — Беатрис (род. в 1990), живёт в США.

## Память
- В 2012 году в Елгаве, в сквере за городским дворцом культуры, был торжественно открыт памятник Норе Бумбиере.
- В память о Норе Бумбиере фонд её имени ежегодно проводит в Елгаве конкурс молодых вокалистов Латвии.

## Дискография
- 1971 — «Teic, kur zeme tā»
- 1972 — «Kurzeme»
- 1973 — «Jūras balss»
- 1974 — «Nekal mani gredzenā»
- 1974 — «Vēl nav par vēlu»
- 1976 — «Laternu stundā»
- 1977 — «Priekšnojauta»
- 1995 — «Labākās dziesmas»
- 2003 — «Nora Bumbiere»